# ウィリアム・トーマス・ハミルトン
ウィリアム・トーマス・ハミルトン（William Thomas Hamilton、1820年9月8日 - 1888年10月26日）は、アメリカ合衆国の民主党所属の政治家・弁護士である。下院議員、上院議員を務めた後、第38代メリーランド州知事を務めた。

## 若年期と初期のキャリア
ハミルトンは1820年9月8日にメリーランド州ブーンズボロで生まれた。ヘイガーズタウンのヘイガーズタウン・アカデミーを卒業後、1836年にペンシルベニア州キャノンズバーグのジェファーソン大学に進学した。1840年に大学を卒業した後、元連邦下院議員のジョン・トムソン・メイソン・ジュニアから法律を学び、1845年に弁護士資格を得て、ヘイガーズタウンで弁護士業を開始した。
1846年にメリーランド州下院議員に当選し、1849年までの1期務めた。
1849年にメリーランド州第2選挙区から、1853年にメリーランド州第4選挙区から連邦下院議員に選出された。ハミルトンが選出された選挙区は製造業と鉱業が中心であり、ハミルトンは関税の導入を支持した。
1855年から1868年までの間は政治に関わらず、ヘイガーズタウンで弁護士業を再開した。この間、ハミルトンはメリーランド州西部における優秀な法廷弁護士という評判を得た。

## 上院議員
1869年の連邦上院議員選挙で、ハミルトンはメリーランド州から選出された。ハミルトンは、南北戦争後の南部の主権回復を強く支持したが、全ての人に選挙権を付与する憲法修正第15条には反対票を投じた。
1871年のメリーランド州知事選挙では民主党のウィリアム・ピンクニー・ホワイトへの支持を表明したが、当選したホワイトの知事としての行動を見て、それを後悔した。1874年の上院議員選挙で党の公認を得られず、再出馬をしなかった。

## メリーランド州知事
ハミルトンは1875年のメリーランド州知事選挙への出馬を表明したが、メリーランド州民主党はジョン・リー・キャロルを候補に指名した。ハミルトンは政界から離れて弁護士としての仕事を再開したが、その間も州知事候補指名を求め続け、1849年の州知事選挙で民主党から指名された。選挙では、共和党のジェームズ・アルバート・ゲイリー（後の郵政長官）に2万票以上の差をつけて勝利した。
州知事就任後のハミルトンは、たびたび州議会と対立した。ハミルトンは、州議会が州の経済を疎かにしていると考えていた。ハミルトンは、「穀物・干草計量士」などの余剰の役職を整理して州の行政の無駄をなくそうとしたが、州議会が協力せず、実行できなかった。州内の世論はハミルトンを支持していたが、州議会と対立していたため、州民主党は次期知事候補にハミルトンを指名せず、ハミルトンは1期で知事を退任した。

## 晩年
知事退任後、ハミルトンはヘイガーズタウンに戻って弁護士業に復帰した。
知事退任の4年後の1888年10月26日、ハミルトンはヘイガーズタウンで、長い闘病の末に死去した。遺体はローズヒル墓地に埋葬された。

## 家族
ハミルトンはクララ・ホームズ・ジェネス(Clara Holmes Jenness)と結婚した。8人の子供をもうけたが、最後の2人は生まれた年に亡くなり、成人まで成長したのは6人だった。
娘のジョセフィン(Josephine)は、発明家のハイラム・パーシー・マキシムと結婚した。
娘のクレア(Clare)は、オペラ歌手エマ・イームズの弟ヘイデン・イームズと結婚した。クレアの娘が女優のクレア・イームズであり、クレア・イームズの娘が女優ジェニファー・ハワード、ジェニファー・ハワードの息子が俳優のトニー・ゴールドウィンである。